# Данкверт, Сергей Алексеевич
Сергей Алексеевич Данкверт (род. 22 августа 1955, с. Енотаевка, Астраханская область, РСФСР, СССР) — российский государственный деятель. Руководитель Федеральной службы по ветеринарному и фитосанитарному надзору. Действительный государственный советник Российской Федерации 1 класса. Заслуженный работник сельского хозяйства Российской Федерации (1998).

## Образование
- 1977 год — окончил Московский институт инженеров сельскохозяйственного производства им. В. П. Горячкина.
- 1986 год — окончил Всесоюзную ордена Дружбы народов академию внешней торговли.

## Карьера
В 1977—1980 годах — старший инженер комплекса «Нарский», и. о. главного инженера комплекса «Нарский» с возложением обязанностей заместителя директора по производству совхоза «Наро-Осановский», Московская область.
В 1980—1981 годах — главный инженер совхоза «Барыбино», Московская область.
В 1981—1986 годах — главный инженер-механик колхоза имени Дзержинского и объединения «Пригородное», Московская область.
В 1986—1989 годах — заместитель генерального директора по механизации и транспорту Агропромышленного комбината «Москва», Москва.
В 1989—1993 годах — заместитель генерального директора по механизации — начальник отдела механизации, энергетики и автоматизации производства АО «Агропромышленный комбинат „Москва“», Москва.
В 1993—1994 годах — начальник отдела по внешнеэкономическому и внешнеторговому сотрудничеству, внедрению передового опыта — заместитель генерального директора АО «Агропромышленный комбинат „Москва“».
В 1994—1995 — начальник Производственного управления АО «Агроплемсоюз», Москва.
В 1995—1997 — вице-президент — начальник Производственного управления АО «Агроплемсоюз».
В 1997—2000 — генеральный директор ОАО «Агроплемсоюз».
В 2000—2004 — первый заместитель министра сельского хозяйства Российской Федерации.
С 2004 года — руководитель Федеральной службы по ветеринарному и фитосанитарному надзору (Россельхознадзор).

## Бизнес
По данным Transparency International, Данкверту и его семье в 2017 году принадлежат бизнес-активы в сфере сельского хозяйства и агропромышленного комплекса. Упоминаются, в частности, агрохолдинг «Агроплемсоюз», калужские ООО «ДомСтрой», ООО «Стандарт плюс» и охотничье хозяйство «Озёрное» (доля в 76%). Согласно разъяснениям представителя Данкверта, данные активы действительно находятся в его собственности, отражены в декларации о доходах и имуществе, получены им в качестве наследства от умершего в 2013 году отца — Алексея Георгиевича Данкверта, ветерана агропромышленного комплекса. Поскольку Сергей Данкверт, занимая должность главы Россельхознадзора, не продал и не отказался от активов в регулируемой им сфере и продолжает получать доход от них, Transparency International усматривает в данном факте признаки актуального конфликта интересов, о чём проинформировала Генпрокуратуру РФ.

## Конфликт с президентом Белоруссии Лукашенко
3 февраля 2017 года президент Белоруссии Александр Лукашенко поручил возбудить в отношении Данкверта уголовное дело «за нанесение ущерба стране». Поручение дано главе МВД Белоруссии Игорю Шуневичу. Данкверт отверг обвинения Лукашенко, свою жёсткую позицию аргументировал строгим соблюдением российского законодательства. В частности, Данкверт указал на незаконный реэкспорт из Белоруссии в Россию говядины со срезанными клеймами из Украины, транзит попадающих под российское эмбарго санкционных продуктов из Европы, другие регулярные нарушения белорусской стороны.
В интервью РБК Данкверт поделился наблюдением, что в Белоруссии по указанию президента Лукашенко возбуждают уголовные дела в отношении российских бизнесменов и чиновников с немецкими фамилиями, упомянув о деле Баумгертнера. При этом Данкверт высказал предположение, что следующим крупным российским деятелем, кому надо опасаться гнева Лукашенко, может стать глава Сбербанка Герман Греф.
В Кремле выразили недоумение по поводу эксцентричного решения президента Белоруссии об уголовном преследовании Данкверта и подтвердили, что Россельхознадзор выполняет свои функции блестяще.

## Ученая степень
- Кандидат сельскохозяйственных наук
- Доктор экономических наук

## Награды
- Орден «За заслуги перед Отечеством» IV степени (22 декабря 2015 года) — за достигнутые трудовые успехи, многолетнюю добросовестную работу и активную общественную деятельность[6]
- Орден Александра Невского (28 ноября 2022 года) — за достигнутые трудовые успехи и многолетнюю добросовестную работу[7]
- Орден Почёта (17 октября 2008 года) — за достигнутые трудовые успехи и многолетнюю добросовестную работу[8]
- Заслуженный работник сельского хозяйства Российской Федерации (14 октября 1998 года) — за заслуги перед государством, многолетний добросовестный труд в области сельского хозяйства и перерабатывающей промышленности, большой вклад в укрепление дружбы и сотрудничества между народами[9]
- Медаль «В память 850-летия Москвы»
- Медаль «В память 300-летия Санкт-Петербурга»
- Медаль «За трудовое отличие»
- Золотая медаль Министерства сельского хозяйства Российской Федерации «За вклад в развитие агропромышленного комплекса России»
- Памятная медаль "ХХII Олимпийские зимние игры и ХI Паралимпийские зимние игры 2014 года в г.Сочи
- Медаль «За вклад в создание Евразийского экономического союза» II степени (8 мая 2015 года)[10]
- Медаль «За вклад в развитие Евразийского экономического союза» (29 мая 2019 года)[11]
- Медаль «10 лет Евразийскому экономическому союзу» (26 декабря 2024 года)[12].
- Медаль ФСТЭК России "За укрепление государственной системы защиты информации"
- Звание "Почётный работник агропромышленного комплекса России"
- Почётная грамота Правительства Российской Федерации
- Лауреат премии Правительства Российской Федерации в области науки и техники
- Грамота Исполнительного комитета Содружества Независимых Государств
- Почетная грамота Международной Черкесской ассоциации и Почетный знак Международной Черкесской ассоциации
- Нагрудный знак "Почетный работник Россельхознадзора"
- Благодарность Министерства образования и науки Российской Федерации
- Благодарность Министерства сельского хозяйства Российской Федерации
- Орден "Дуслык" Республики Татарстан
- Медаль Высшего Евразийского экономического совета "За вклад в развитие Евразийского экономического союза"
- Грамота Военной академии Генерального штаба Вооруженных Сил Российской Федерации
- Ценный подарок Федеральной таможенной службы